# 约翰·爱德华·马尔
约翰·爱德华·马尔（英語：John Edward Marr，1857年6月14日—1933年10月1日）是一位英国地质学家。

## 荣誉
1891年当选皇家学会会士，1904至1906年任伦敦地质学会会长，1900年获得莱尔奖章，1914年获沃拉斯顿奖章，1930年获皇家奖章。